# Qianlong
Pour les articles homonymes, voir Qianlong (homonymie).
Qianlong, Kien-long, K'ien-long ou Khian-loung (chinois : 乾隆 ; pinyin : Qiánlóng ; Mandchou : ᡥᡠᠩ ᠯᡳ, nom personnel Aixinjuelo Hongli) (25 septembre 1711 - 7 février 1799) est le sixième empereur de la dynastie Qing. Il règne officiellement sur la Chine du 18 octobre 1735 au 8 février 1796. Son nom de naissance est Àixīnjuéluó Hónglì (愛新覺羅弘曆), aussi nommé « Prince Bǎo » (宝亲王 / 寶親王, bǎo qīnwáng) ; son nom de temple est Gāozōng (高宗) et son titre posthume Chúndì (. 帝). Qianlong est le fils de l'empereur Yongzheng (雍正帝) et de la concubine impériale Xiao Sheng Xian (孝聖憲).
Le règne de l'empereur Qianlong est considéré comme l'un des âges d'or de la civilisation chinoise, l'apogée de la dynastie Qing. L'empereur, homme d'État ambitieux et conscient de son devoir, élargit les frontières de l'empire chinois en direction de l'Asie centrale. Poète, peintre accompli et maître de la calligraphie, il promeut le développement de la culture chinoise dans tout l'empire. Collectionneur averti, il rassemble une des plus importantes collections d'art au monde. Il fonde la bibliothèque des quatre trésors, Siku Quanshu, afin d'établir la plus grande collection de livres de toute l’Histoire de la Chine. C'est pour la Chine une période faste d'expansion territoriale et de stabilité intérieure. Cependant, à la fin de son règne, les premiers signes de faiblesse de la dynastie Qing apparaissent.

## Jeunesse

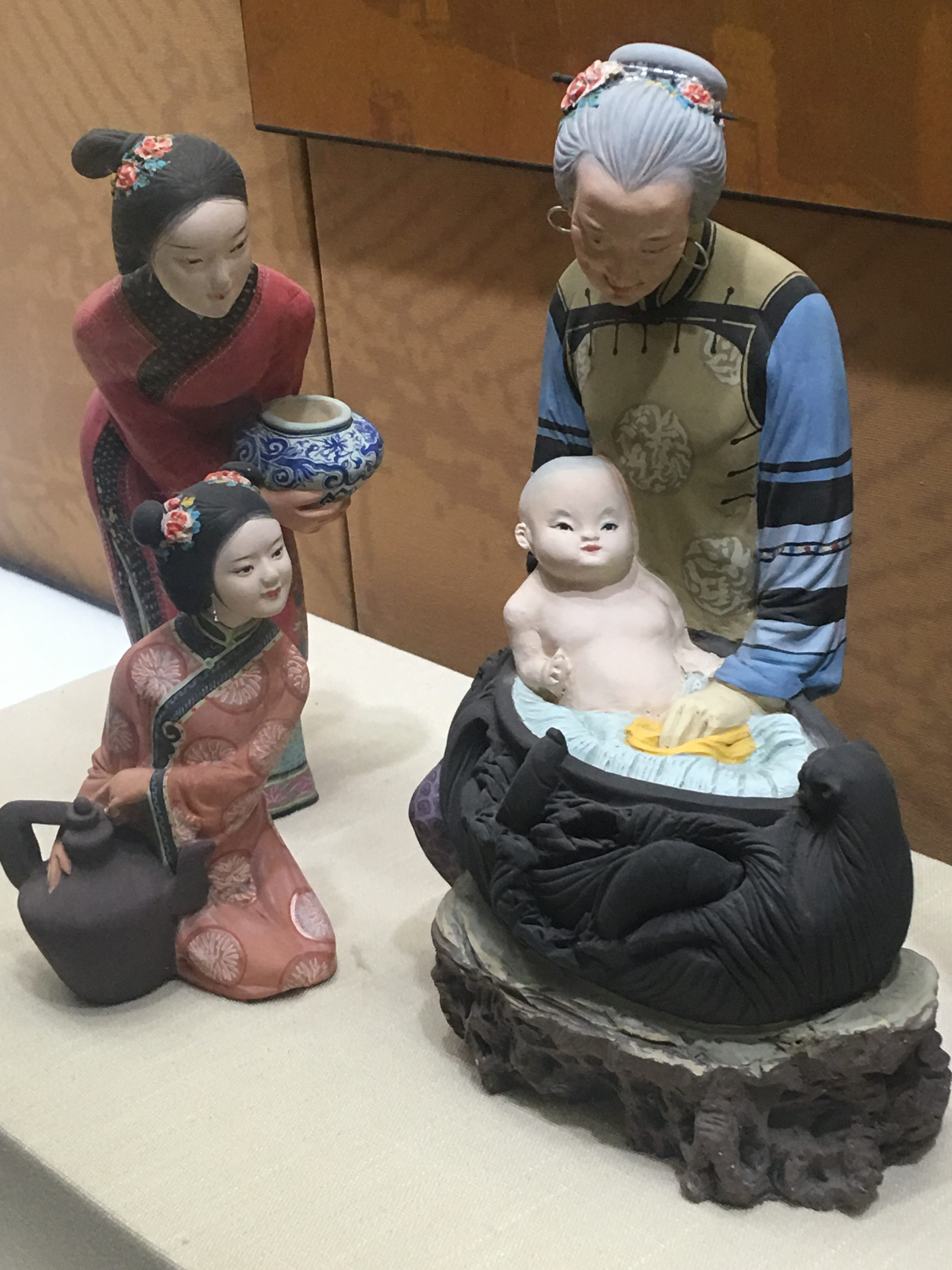
Figurines représentant le futur empereur Qianlong, âgé de 3 ans, lavé dans un bain.

Qianlong naît en 1711 sous le nom de Hongli. Il est le quatrième fils du prince Yinzhen, lui-même quatrième fils de l'empereur Kangxi. Il n'est qu'un des petits-fils de l'empereur parmi plus d'une centaine d'autres, mais, lorsqu'il a dix ans environ, il attire l'attention de son grand-père lors d'une chasse à courre : alors qu'un ours l'attaque, Hongli ne recule pas mais enfonce un pieu dans le corps de l'animal. Kangxi le fait venir au palais et remarque alors ses capacités intellectuelles et physiques.

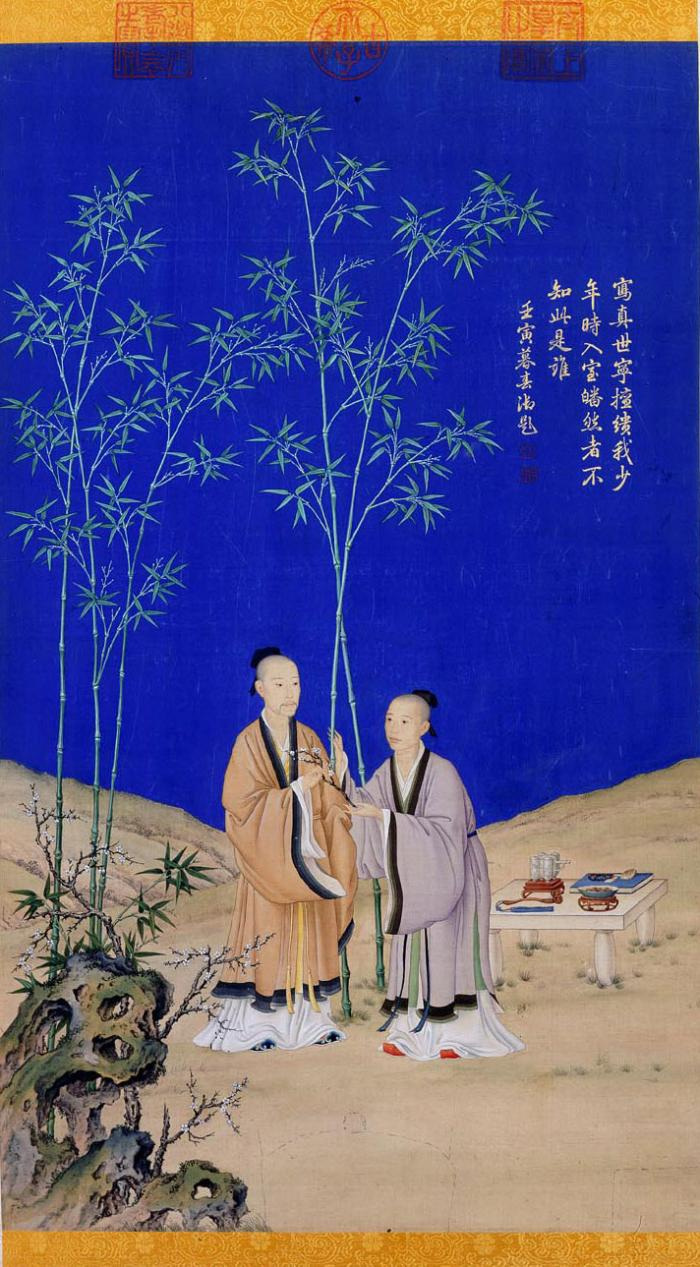
Message de paix printanier, l'empereur Yongzheng et son fils Hongli.

En 1722, Kangxi meurt alors que Hongli a onze ans. Yinzhen, le père de Hongli, monte sur le trône et prend le nom de Yongzheng. Il fait immédiatement de Hongli le prince héritier, mais ne fait pas connaître cette résolution. Hongli est soumis à un programme d'études intensif, qui lui permettra d'être un des empereurs les mieux instruits de l'histoire chinoise. Il est un calligraphe, un poète et un peintre habile. Il parle chinois, mandchou, mongol et tibétain.

## Montée sur le trône

L'empereur Qianlong en 1736, par Giuseppe Castiglione.

Lorsque son père Yongzheng meurt en 1735, le choix de Hongli comme successeur n'est guère une surprise. L'empereur défunt lui témoignait une profonde affection. Le prince avait souvent tenu le rôle de régent en l'absence de son père et était déjà impliqué dans de nombreuses décisions politiques. Ainsi la prise de pouvoir ne fut guère une nouveauté pour le nouvel empereur. Comme le voulait la tradition, Hongli abandonna son nom de naissance et choisit pour nom de règne, qián lóng, littéralement abondance céleste. En fait, Qianlong est non pas un nom propre mais plutôt la devise d'un règne ; il serait plus exact de parler d'Empereur Qiánlóng (乾隆帝, qiánlóngdì).
Comme première mesure, le jeune empereur prit la décision de renvoyer les membres du clan impérial de l'administration publique. Qianlong se défiait profondément de sa nombreuse famille et il craignait les querelles de pouvoir au sein de la cour, comme celles qui perturbèrent les dernières années du règne de son grand-père. Il n'accordait pas sa confiance même à ses cousins et frères avec qui il avait grandi. Par conséquent, les princes furent écartés du pouvoir. Cette mise à l'écart conduisit inévitablement à une détérioration des relations de l'empereur avec sa famille. L'empereur était à ses yeux un pouvoir de la plus haute importance, qui devait pouvoir prendre librement ses décisions indépendamment de tout lien personnel.[réf. nécessaire]
Le quotidien de Qianlong était régulé par les traditions ; il menait une vie très disciplinée. De préférence il s'occupait de poésie, de la collection d'œuvres d'art et de la construction de jardins et de palais, voir par exemple l'Ancien palais d'été. Comme souverain, Qianlong travaillait activement à la bonne gestion de son empire et ne laissait que peu de détail sans supervision. Il avait l'habitude d'écrire régulièrement aussi bien des décrets que des ouvrages d'histoire. Il aimait à prendre ses décisions rapidement mais restait attentif aux conseils de son entourage.

## Politique intérieure

### Renforcement du contrôle local
Parmi les nombreuses mesures prises par Qianlong pour renforcer les institutions de l'empire, on peut distinguer l'extension du Système Baojia. C'est la plus petite entité de contrôle social qui garantit l'application des lois et décrets au niveau local. C'est la base du système administratif pyramidal. Les familles sont regroupées et tour à tour chacune prend le rôle de responsable du groupe vis-à-vis de l'administration. Ce système remonte aux réformes de Wang Anshi pendant la dynastie Song et permet à moindre frais d'assurer l'ordre et la police. En parallèle, un système similaire fut mis en place pour la collecte des impôts, le système lijia. Lors de la prise de pouvoir par la dynastie Qing, ces deux systèmes furent étendus de façon systématique à tout l'empire.
Qianlong décida de recenser non seulement les hommes en âge d'effectuer leur service pour l'État mais l'ensemble des membres d'un foyer et de faire payer des impôts correspondants. Les conseillers de Qianlong objectèrent qu'il serait presque impossible de réaliser un recensement de cette ampleur. Mais l'empereur était d'un autre avis et imposa la modification du fonctionnement du baojia selon ses directives.

### Heshen
Au début de son règne, Qianlong fut séduit par un jeune membre de sa cour, Heshen, qui ressemblait étrangement à une concubine qui s'était pendue à la suite d'une infraction au protocole causée par Qianlong, alors adolescent. Celle-ci avait giflé le jeune garçon qui lui avait fait peur. Cet incident perturba la psychologie de Qianlong. Heshen, qui gagna par ses capacités et par son charme les faveurs de l'empereur, fut l'un de ces personnages publics qui organisa la corruption et la spoliation par l'impôt, à grande échelle. Jiaqinq imposa à Heshen de se suicider après la mort de Qianlong.

### Économie
Une crise économique commença au milieu de son règne. Vers 1770, la crise économique s'aggrava et le pouvoir se vit contraint d'augmenter considérablement les taxes, mettant ainsi un frein à la prospérité des campagnes. Ayant régné pendant soixante ans, Qianlong abdiqua par respect pour son grand-père, l'empereur Kangxi, afin de ne pas régner plus longtemps que lui. Son fils préféré deviendra l'empereur Jiaqing, mais Qianlong conservera la totalité du pouvoir jusqu'à sa mort.

### Jésuites
Grace aux efforts de Matteo Ricci qui avait su conquérir la confiance de l'Empereur par son expertise scientifique, les jésuites étaient acceptés dans l'Empire du Milieu traditionnellement hostile aux étrangers. Lors de la querelle des rites, Qianlong prend le parti de ses jésuites contre les papes qui veulent condamner leurs pratiques prétendues idolâtres. Clément XI irrité de l'intervention de l’empereur de Chine dans le domaine religieux, interdit aux chrétiens chinois de participer aux rites en l'honneur de Confucius. En 1706[Quoi ?], lors de son entrevue avec le légat du Pape (Charles-Thomas Maillard de Tournon), l'empereur Qianlong s'avise que l'interprète, le vicaire apostolique Maigrot ne maîtrise pas le chinois et ne connaît même pas les œuvres de Matteo Ricci. Mécontent, il éloigne l'interprète et fait emprisonner le légat . En 1715, le Pape condamne définitivement le rite chinois par la bulle Ex Illa Die.

## Guerres à la périphérie

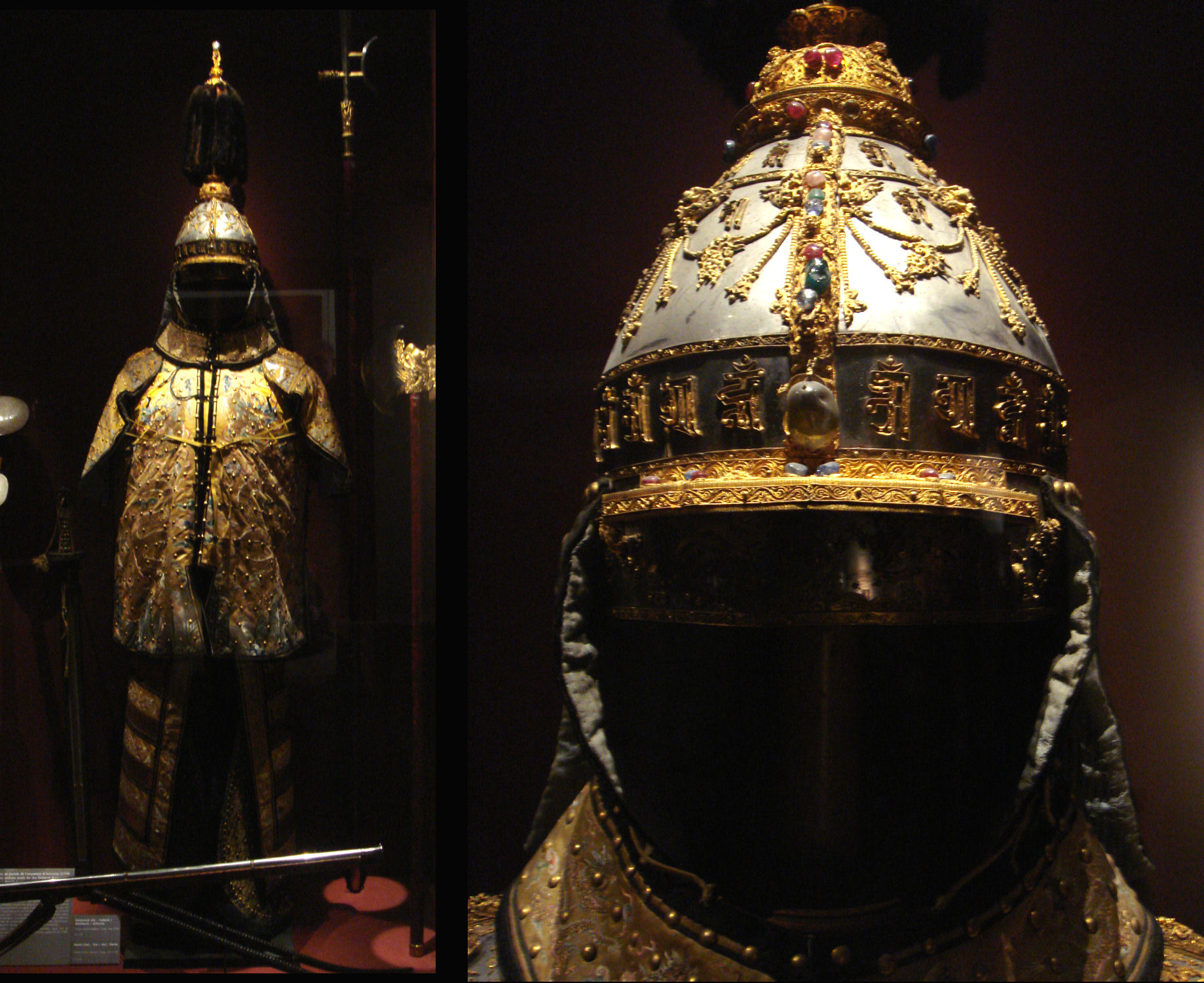
Costume militaire de l'Empereur Qianlong. Musée de l'Armée, Paris.

Sous Qianlong, l'empire chinois s'étendit considérablement, en particulier en Asie centrale. Il atteignit les 12 millions de kilomètres carrés, taille qu'il n'avait encore jamais eue et qu'il ne retrouvera pas par la suite. Les campagnes militaires eurent une grande importance pour l'empereur. Il ne dirigea jamais lui-même le combat, mais il vint voir les troupes dans la steppe, accueillit les généraux vainqueurs et reçut la soumission des vaincus. Il fit construire un musée militaire à Pékin. En 1792, vers la fin de sa vie, il écrivit un texte sur les dix perfections, où il fait référence à dix de ses guerres victorieuses. Elles furent interprétés par des peintres chinois et missionnaires jésuites européens, puis gravées à la taille douce en Europe sous le nom de « Les Conquêtes de L'Empereur de la Chine ». Son père avait reconquis le Tibet et le territoire des Khalkhas de Mongolie-Intérieure aux Dzoungars, dirigés par Tsewang Rabdan, qui les avaient envahis quelques années plus tôt.
Les guerres furent aussi une entreprise très coûteuse : la Trésorerie impériale fut presque épuisée par les expéditions militaires, ce qui pourrait avoir été une cause du déclin ultérieur de la dynastie. En plus des Hans, les millions de non-Han intégrés dans l'empire - tels que les Ouïghours, Kazakhs, Kirghiz, Evenks, Mongols et Tibétains - étaient au moins potentiellement hostiles au pouvoir Mandchou.

### Xinjiang

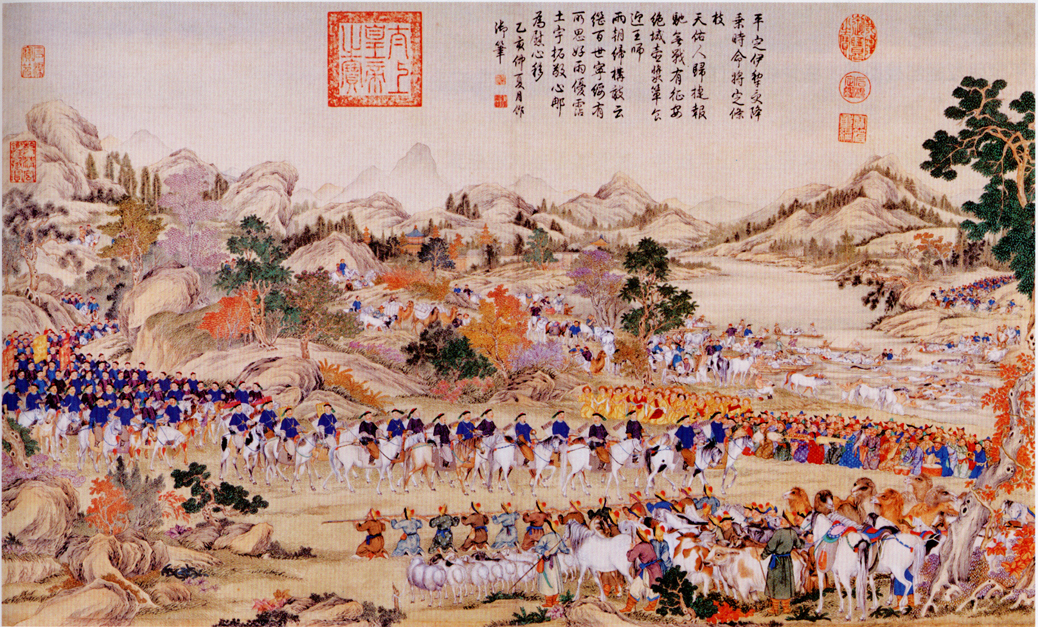
Entrée des troupes mandchoues près du fleuve Yili en 1755, se rendant sans combattre (An Deyi (安德義).

Les Dzoungars, des Mongols Oïrats comptaient sur les Russes pour reprendre les territoires d'abord conquis à la Chine puis perdus. Mais à la mort de Tsewang Rabdan en 1727, son fils, Galdan Tseren et élu nouveau Khan du Khanat dzoungar. Quelques mois plus tard, toujours en 1727, Qianlong signe le Traité de Kiakhta avec les Russes. À partir de 1729, la guerre éclate.
Aidé par les Mongols Khalkhas, Qianlong se lance à la conquête du Xinjiang pour neutraliser les Dzoungars.
En 1757, le territoire du Khanat dzoungar est incorporé à la dynastie de Qing au sein du Xinjiang. À l'ouest, la vallée de l'Ili est conquise et recevait une garnison. Les Qing ont aussi dominé la Mongolie extérieure après avoir infligé une défaite finale aux Dzoungars, dont 600 000 furent exterminés.
En 1739, Qianlong signe un traité de paix avec Galdan Tseren. Il sera respecté jusqu'à la mort de ce dernier en 1745.

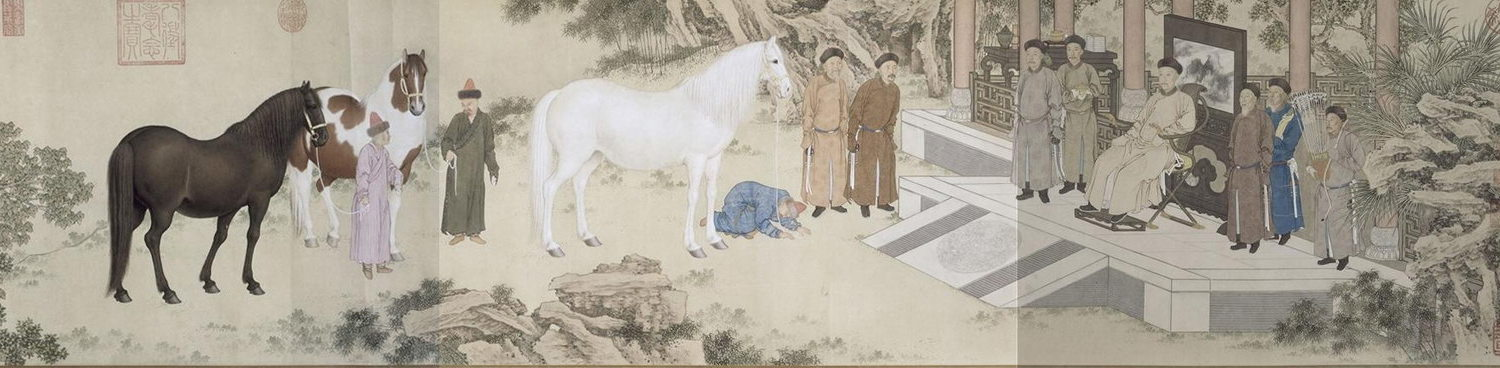
Détail du rouleau « 西拯雲馳 » peint en 1757 par Giuseppe Castiglione, montrant des Kazakhs présentant leur tribut de chevaux à l'empereur Qianlong, (conservé au musée Guimet, Paris

### Birmanie
L'armée mena quatre campagnes infructueuses contre les Birmans de la dynastie Konbaung (1765-1769) ; un traité de paix fut signé en 1770, les relations commerciales reprenant en 1788.

### Tibet
Après la reconquête de Lhassa en 1720 par Kangxi aux Dzoungars, les Qoshots du Qinghai continuaient de garder le contrôle militaire et le titre de Roi du Tibet. Qianlong installa un protectorat sur le Tibet le 26 février 1751 : le roi perdit son pouvoir au profit du dalaï-lama, accompagné de quatre ministres tibétains et de deux ambans (gouverneurs militaires) chinois,.
En 1788 et 1791, les Gurkhas (armées britanniques et de sa colonie indienne recrutés au Népal), envahissent le Tibet. Celui-ci, incapable de se libérer par lui-même, demanda l'aide de Qianlong, qui y envoya des armées pour rétablir le dalaï-lama, il lui associa alors un résident Qing et une garnison. En 1792, il émit un décret en 29 points qui resserrait le contrôle chinois sur le Tibet. La monnaie tibétaine jusqu'alors produite au Népal fut désormais produite en Chine.

### Viêt Nam
Au Viêt Nam, les choses tournèrent mal. En 1787, le dernier roi de la dynastie Lê avait été contraint de fuir Thăng Long (aujourd'hui Hanoï) devant les Tây Sơn. Il demanda de l'aide à la Chine pour restaurer son trône. Qianlong envoya une armée contre les Tay Son : elle prit Thanglong en 1788 mais fut vaincue durant le Tet de l'année suivante à la bataille de Đống Đa. La Chine se replia et n'intervint plus au Viêt Nam durant les 90 années suivantes.

### Bilan

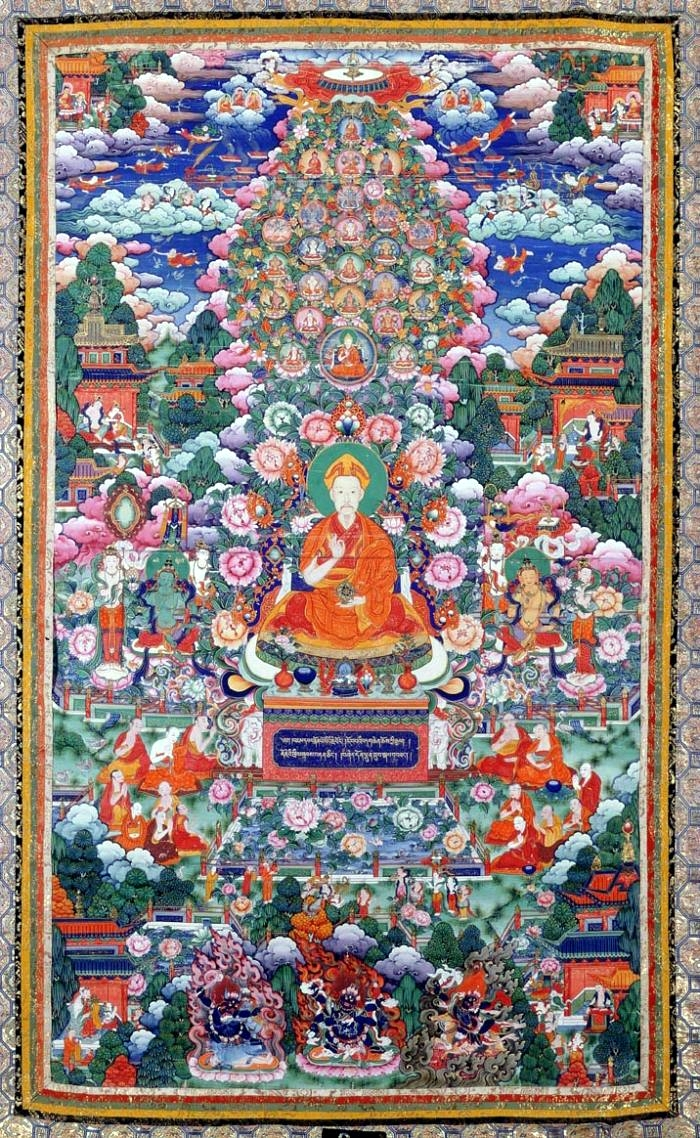
L'Empereur Qianlong en costume de lama, Puning si, c. 1758, par un artiste anonyme. Thangka, couleur sur tissu. Musée du Palais, Pékin.

Bien que ces guerres eussent en général été des succès, ceux-ci ne furent pas écrasants : l'armée déclina et eut fort à faire avec plusieurs ennemis. La soumission du Xinjiang a demandé de deux à trois années, au prix de pertes importantes. La guerre en Dzoungarie causa de lourdes pertes aux deux belligérants.
La fin des guerres se traduisit par un affaiblissement de l'armée. Sa discipline se relâcha et ses conditions de vie devinrent plus clémentes, ce qui eut pour résultat son déclin rapide, responsable en grande partie de l'échec militaire contre la secte du lotus blanc à la fin du règne de Qianlong.

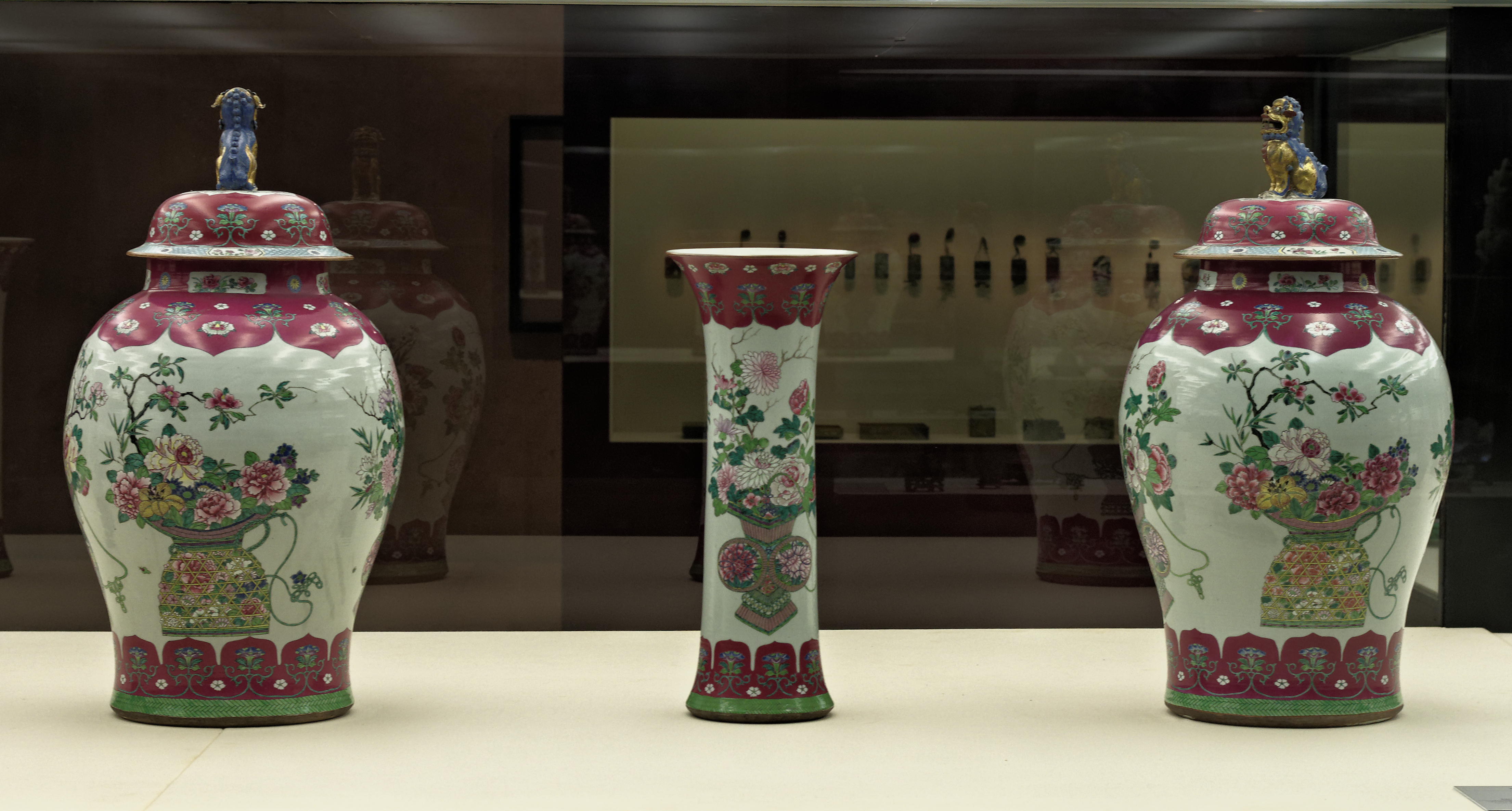
Jarre et vase en porcelaine datant de la période de Qianlong. Musée Calouste-Gulbenkian, Lisbonne.
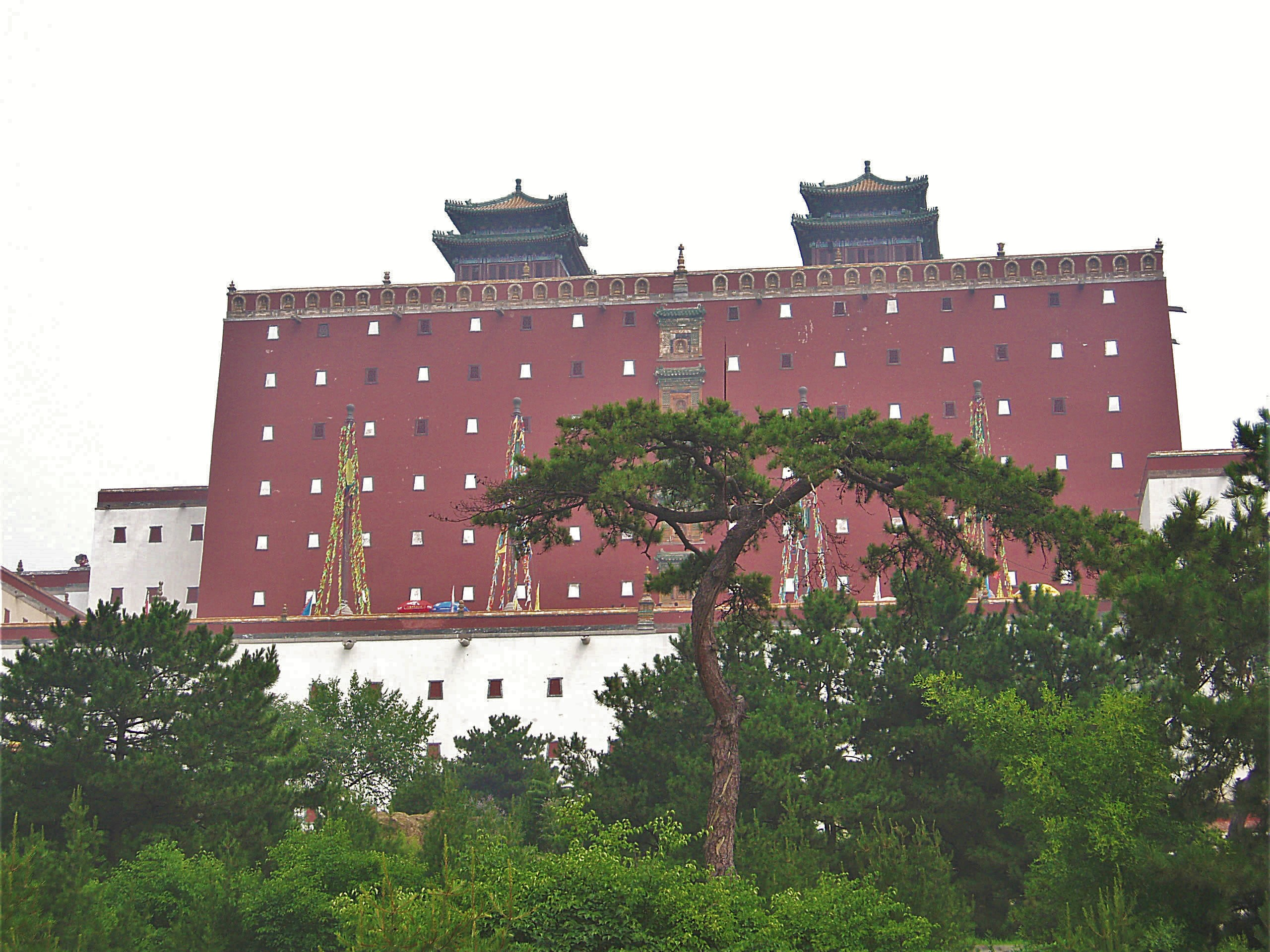
Le temple de Putuo Zongcheng de Chengde, construit au XVIIIe siècle sous Qianlong.

## Ambassades occidentales
En 1765, Qianlong passa à Louis XV la commande exceptionnelle d'une série de seize estampes de grand format, connue sous le nom de Batailles de l’empereur de Chine, sur une campagne menée de 1755 à 1759 en Asie centrale. Leur réalisation fut dirigée par Charles-Nicolas Cochin fils, à partir, entre autres, de dessins des jésuites français Giuseppe Castiglione et de Jean-Denis Attiret et d'après les peintures sur papier d'An Deyi. Les gravures furent livrées avec les plaques de cuivre ainsi que les outils d'impression nécessaires. Un tirage de cette série est entré au département des arts graphiques du Louvre avec la collection d'Edmond de Rothschild.
En 1793, une ambassade britannique conduite par Lord Macartney aborde au port de Tianjin. Elle est reçue à Chengde où l'empereur résidait. Les demandes d'ouverture de l'empire au commerce avec la Grande-Bretagne et d'installation d'une légation permanente à Pékin sont refusées. Cet échec est le point de départ du conflit entre la Chine et les États européens, qui culminera dans les guerres de l'opium.
En 1794, la Hollande envoya une ambassade, dirigée par Isaac Titzing et André Éverard van Braam Houckgeest, financée par la Compagnie néerlandaise des Indes orientales à Canton. L'ambassade alla de Canton à Pékin par voie de terre. Les ambassadeurs furent reçus à Pékin au milieu des délégations ordinaires de vassaux de l'empire et n'obtinrent rien, pas même la possibilité de discuter les demandes d'ouverture commerciale qu'ils étaient venus présenter.

## Famille

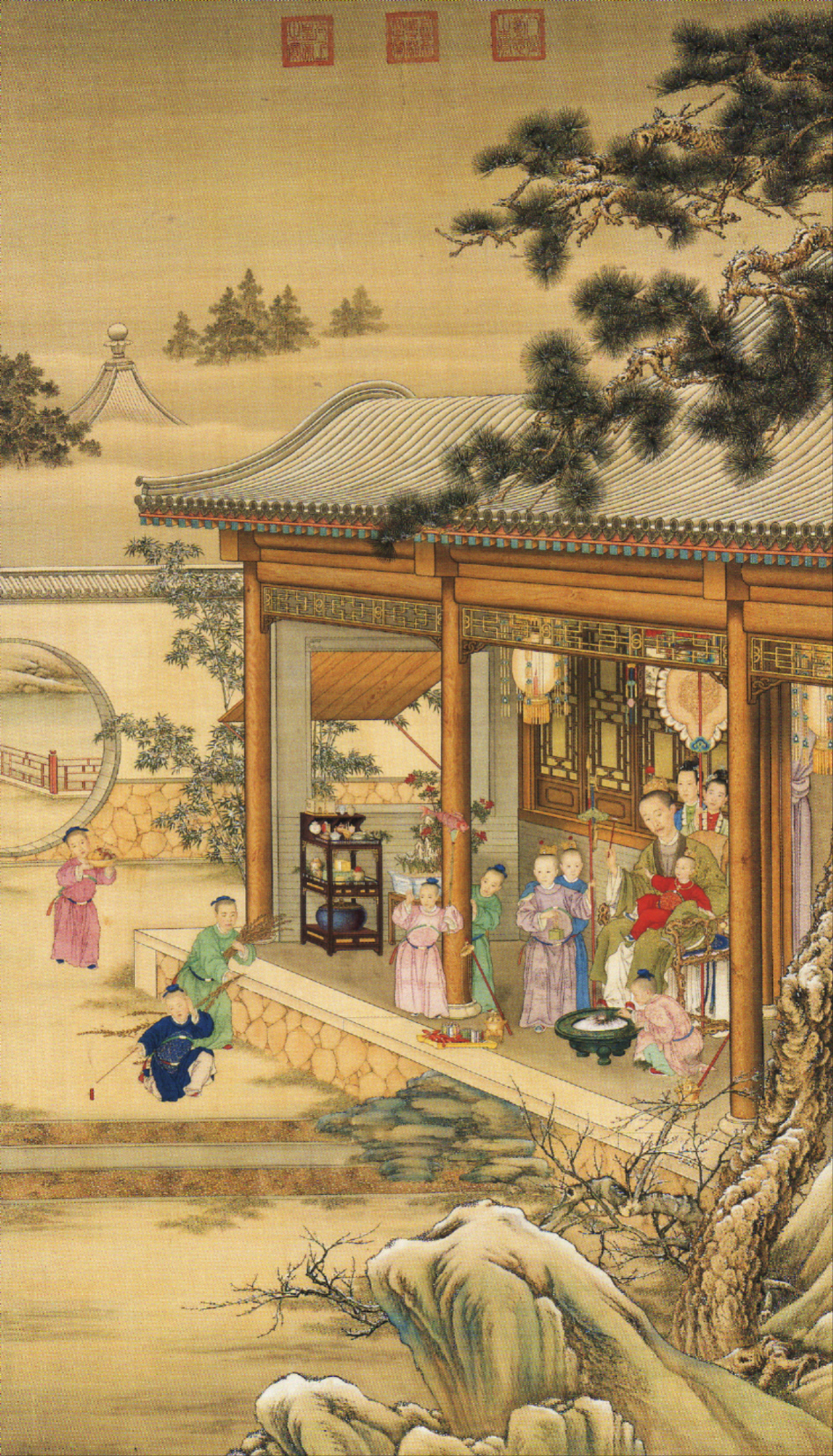
Qianlong avec sa famille.

L'Empereur Qianlong eut quarante-quatre épouses, dont certaines lui donnèrent des enfants. Il en eut 27, 17 fils et 10 filles, dont la moitié atteignirent l'âge adulte.

Impératrices
- Impératrice Xiaoxianchun (孝賢純皇后) du clan Fuca (富察氏) (28 Mars 1712 - 8 Avril 1748)

Titres : Première Consort du Quatrième Prince (皇四子嫡福晋) → Princesse Consort du Prince Bao du Premier Rang (寶亲王妃) → Impératrice (皇后) → Impératrice Xiaoxian (孝賢皇后) → Impératrice Xiaoxianchun (孝賢純皇后).
• 1ère fille (3 Novembre 1728 - 14 Février 1730)
• Yonglian, Prince Héritier Danhui (端慧皇太子 永璉; 9 Août 1730 – 23 Novembre 1738), 2e fils
• Princesse Hejing du Premier Rang (固倫和敬公主; 31 Juillet 1731 – 30 Septembre 1792), 3e fille
• A épousé Septeng Baljur (色布騰巴爾珠爾; m. 1775) du clan Mongol Khorchin Borjigin en Avril/Mai 1747, et a eu une descendance (un fils et quatre filles).
• Yongcong, Prince Zhe du Premier Rang (哲親王 永琮; 27 Mai 1746 – 29 Janvier 1748), 7e fils
- Impératrice (皇后) du clan Nara (那拉氏) (11 Mars 1718 – 19 Août 1766)

Titres : Consort Secondaire du Quatrième Prince (皇四子側福晉) → Consort Secondaire du Prince Bao du Premier Rang (寶亲侧妃) → Consort Xian (嫻妃) → Noble Consort Xian (嫻貴妃) → Noble Consort Impériale Xian (皇貴妃) → Impératrice (皇后).
• Yongji, Prince du Troisième Rang (貝勒 永璂; 7 Juin 1752 – 17 Mars 1776), 12e fils
• 5e fille (23 Juillet 1753 - 1er Juin 1755)
• Yongjing (永璟; 22 Janvier 1756 – 7 Septembre 1757), 13e fils
- Impératrice Xiaoyichun (孝儀純皇后) du clan Weigiya (魏佳氏) (23 Octobre 1727 – 28 Février 1775)

Titres : Noble Dame Wei (魏貴人) → Concubine Ling (令嬪) → Consort Ling (令妃) → Noble Consort Ling (令貴妃) → Noble Consort Impériale Ling (皇貴妃) → Noble Consort Impériale Lingyi (令懿皇貴妃) → Impératrice Xiaoyi (孝儀皇后) → Impératrice Xiaoyichun (孝儀純皇后).
• Princesse Hejing du Premier Rang (固倫和靜公主; 10 Août 1756 – 9 Février 1775), 7e fille
• A épousé Lhawang Dorji (拉旺多爾濟; 1754 - 1816) du clan Mongol Khalkha Borjigin en Août/Septembre 1770.
• Yonglu (永璐; 31 Août 1757 – 3 Mai 1760), 14e fils
• Princesse Heke du Second Rang (和碩和恪公主; 17 Août 1758 – 14 Décembre 1780), 9e fille
• A épousé Jalantai (|札蘭泰; d. 1788) du clan Manchu Uya Août/Septembre 1772, et a eu une descendance (une fille).
• Fausse-couche à huit mois (13 Novembre 1759)
• Yongyan, (仁宗 顒琰; 13 Novembre 1760 – 2 Septembre 1820), l'Empereur Jiaqing (嘉慶帝), 15e fils
• Yongquan (13 Janvier 1763 – 6 Mai 1765), 16e fils
• Yonglin, Prince Qingxi du Premier Rang (慶僖親王 永璘; 17 Juin 1766 – 25 Avril 1820), 17e fils

Noble Consort Impériales
- Noble Consort Impériale Huixian (慧賢皇貴妃) du clan Gaogiya (高佳氏) (1711 – 25 Février 1745)

Titres : Maîtresse du Quatrième Prince (皇四子庶福晋) → Maîtresse du Prince Bao du Premier Rang (寶亲庶妃) → Consort Secondaire du Prince Bao du Premier Rang (寶亲侧妃) → Noble Consort (貴妃) → Noble Consort Impériale (皇貴妃) → Noble Consort Impériale Huixian (慧賢皇貴妃).
- Noble Consort Impériale Zhemin (哲憫皇貴妃) du clan Fuca (富察氏) (m. 20 Août 1735)

Titres : Maîtresse du Quatrième Prince (皇四子庶福晋) → Consort Zhe (哲妃) → Noble Consort Impériale Zhe (皇貴妃) → Noble Consort Impériale Zhemin (哲憫皇貴妃).
• Yonghuang, Prince Ding'an du Premier Rang (定安親王 永璜; 5 Juillet 1728 – 21 Avril 1750), 1er fils
• 2e fille (1 Juin 1731 – 6 Janvier 1732)
- Noble Consort Impériale Shujia (淑嘉皇貴妃) du clan Gingiya (金佳氏) (14 Septembre 1713 – 17 Décembre 1755)

Titres : Maîtresse du Prince Bao du Premier Rang (寶亲庶妃) → Noble Dame Jin (金貴人) → Concubine Jia (嘉嬪) → Consort Jia (嘉妃) → Noble Consort Jia (嘉貴妃) → Noble Consort Impériale Jia (皇貴妃) → Noble Consort Impériale Shujia (淑嘉皇貴妃).
• Yongcheng, Prince Lüduan du Premier Rang (履端親王 永珹; 21 Février 1739 – 5 Avril 1777), 4e fils
• Yongxuan, Prince Yishen du Premier Rang (儀慎親王 永璇; 31 Août 1746 – 1 Septembre 1832), 8e fils 
• Yongyu (2 Août 1748 – 11 Juin 1749), 9e fils
• Yongxing, Prince Chengzhe du Premier Rang (成哲親王 永瑆; 22 Mars 1752 – 10 Mai 1823), 11e fils
- Noble Consort Impériale Chunhui (純惠皇貴妃) du clan Su (蘇氏) (13 Juin 1713 – 2 Juin 1760)

Titres : Maîtresse du Quatrième Prince (皇四子庶福晋) → Maîtresse du Prince Bao du Premier Rang (寶亲庶妃) → Concubine Chun (純嬪) → Consort Chun (純妃) → Noble Consort Chun (純貴妃) → Noble Consort Impériale Chun (皇貴妃) → Noble Consort Impériale Chunhui (純惠皇貴妃).
• Yongzhang, Prince Xun du Second Rang (循郡王 永璋; 15 Juillet  1735 – 26 Août 1760), 3e fils
• Yongrong, Prince Zhizhuang du Premier Rang (質莊親王 永瑢; 28 Janvier 1744 – 13 Juin 1790), 6e fils
• Princesse Hejia du Second Rang (和碩和嘉公主; 24 Décembre 1745 – 29 Octobre 1767), 4e fille
• A épousé Fulong'an (福隆安; 1746–1784) du clan Manchu Fuca le 10 Mai 1760, et a eu une descendance (un fils).
- Noble Consort Impériale Qinggong (慶恭皇貴妃) du clan Lu (陸氏) (12 Août 1724 – 21 Août 1774)

Titres : Première Attendante Lu (陸常在) → Noble Dame Lu (陸貴人) → Concubine Qing (慶嬪) → Consort Qing (慶妃) → Noble Consort Qing (慶貴妃) → Noble Consort Impériale Qinggong (慶恭皇貴妃).

Noble Consorts
- Noble Consort Xin (忻貴妃) du clan Daigiya (戴佳氏) (26 Juin 1737 – 28 Mai 1764)

Titres : Concubine Xin (忻嬪) → Consort Xin (忻妃) → Noble Consort Xin (忻貴妃).
• 6e fille (24 Août 1755 – 27 Septembre 1758)
• 8e fille (16 Janvier 1758 – 17 Juin 1767)
• Travail obstrué ou fausse couche à huit mois (28 Mai 1764)
- Noble Consort Yu (愉貴妃) du clan Keliyete (珂里葉特氏) (15 Juin 1714 – 9 Juillet 1792)

Titres : Maîtresse du Quatrième Prince (皇四子庶福晋) → Maîtresse du Prince Bao du Premier Rang (寶亲庶妃) → Première Attendante Hai (海常在) → Noble Dame Hai (海貴人) → Concubine Yu (愉嬪) → Consort Yu (愉妃) → Noble Consort Yu (愉貴妃).
• Yongqi, Prince Rongchun du Premier Rang (榮純親王 永琪; 23 Mars 1741 – 16 Avril 1766), 5th son
- Noble Consort Xun (循貴妃) du clan Irgen-Gioro clan (伊爾根覺羅氏) (29 Octobre 1758 – 10 Janvier 1798)

Titres : Concubine Xun (循嬪) → Consort Xun (循妃)→ Consort Douairière Xun (循太妃) → Noble Consort Xun (循貴妃).
- Noble Consort Ying (穎貴妃) du clan Baarin (巴林氏) (7 Mars 1731 – 14 Mars 1800)

Titres : Première Attendante Na (那常在) → Noble Dame Na (那貴人) → Concubine (嬪) → Concubine Ying (穎嬪) → Consort Ying (穎妃) → Noble Consort Douairière Ying (穎貴太妃).
- Noble Consort Wan (婉貴妃) du clan Chen (陳氏) (1 Février 1717 – 10 Mars 1807)

Titres : Maîtresse du Quatrième Prince (皇四子庶福晋) → Maîtresse du Prince Bao du Premier Rang (寶亲庶妃) → Première Attendante Chen (陳常在) → Noble Dame Chen (陳貴人) → Concubine Wan (婉嬪) → Consort Wan (婉妃) → Noble Consort Douairière Wan (婉貴太妃).

Consorts
- Consort Shu (舒妃) du clan Yehe-Nara (葉赫那拉氏) (7 Juillet 1728 – 4 Juillet 1777)

Titres : Noble Dame (貴人) → Concubine Shu (舒嬪) → Consort Shu (舒妃).
• Yongxiu (12 Juin 1751 - 7 Juillet 1753), 10e fils
- Consort Yu (豫妃) du clan Oirat Borjigin (博爾濟吉特氏) (12 Février 1730 – 31 Janvier 1774)

Titres : Noble Dame Duo (多貴人) → Concubine Yu (豫嬪) → Consort Yu (豫妃).
• Fausse couche (1759 ou 1760)
- Consort Rong (容妃) du clan Xojam (和卓氏) (10 Octobre 1734 – 24 Mai 1788)

Titres : Noble Dame He (和貴人) → Concubine Rong (容嬪) → Consort Rong (容妃)
- Consort Dun (惇妃) du clan Wang (汪氏) (27 Mars 1746 – 6 Mars 1806)

Titres : Première Attendante Yong (永常在) → Noble Dame Yong (永貴人) → Première Attendante Yong (永常在) → Noble Dame Yong (永貴人) → Concubine Dun (惇嬪) → Consort Dun (惇妃) → Concubine Dun (惇嬪) → Consort Dun (惇妃).
• Princesse Hexiao du Premier Rang (固倫和孝公主; 2 Février 1775 – 13 Octobre 1823)
• A épousé Fengšeninde (丰紳殷德; 1775–1810) du clan Manchu le 12 Janvier 1790, et a eu une descendance (un fils).
• Fausse couche (1777 ou 1778)
- Consort Fang (芳妃) du clan Chen (陳氏) (m. 20 Septembre 1801)

Titres : Première Attendante Ming (明常在) → Noble Dame Ming (明貴人) → Première Attendante Ming (明常在) → Noble Dame Ming (明貴人) → Concubine Fang (芳嬪) → Consort Fang (芳妃).
- Consort Jin (晉妃) du clan Fuca (富察氏) (m. 1822)

Titles: Noble Dame Jin (晉貴人) → Consort Douairière Jin (晉太妃).
Concubines Impériale
- Concubine Impériale Yi (儀嬪) du clan Huang (黄氏) (m. 1 Novembre 1736) Titres : Maîtresse du Quatrième Prince (皇四子庶福晋) → Maîtresse du Prince Bao du Premier Rang (寶亲庶妃) → Concubine Huang (黄嬪) → Concubine Yi (儀嬪).
- Concubine Impériale Yi (怡嬪) du clan Bo (柏氏) (1 Mai 1721 – 30 Juin 1757) Titres : Noble Dame Bo (柏貴人) → Concubine Bo (柏嬪) → Concubine Yi (怡嬪).
- Concubine Impériale Shen (慎嬪) du clan Bai'ergesi (拜爾葛斯氏) (m. 1765) Titres : Noble Dame Yi (伊貴人) → Concubine Shen (慎嬪).
- Concubine Impériale Xun (恂嬪) du clan Huoshuote (霍碩特氏) (m. 1761) Titres : Première Attendante Guo (郭常在) → Noble Dame Guo (郭贵人) → Concubine Guo (郭嬪) → Concubine Xun (恂嬪).
- Concubine Impériale Cheng (誠嬪) du clan Niohuru (鈕祜祿氏) (m. 29 May 1784) Titres : Noble Dame Lan (兰贵人) → Première Attendante Lan (兰常在) → Noble Dame Lan (兰贵人) → Concubine Cheng (誠嬪)
- Concubine Impériale Gong (恭嬪) du clan Lin (林氏) (1733 - 1805) Titres : Première Attendante Lin (林常在) → Noble Dame Lin (林貴人) → Première Attendante Lin (林常在) → Noble Dame Lin (林貴人) → Concubine Gong (恭嬪).

Noble Dames
- Noble Dame Shun (順貴人) du clan Niohuru (鈕祜祿氏) (3 Janvier 1748 – 1790) Titres : Noble Dame Chang (常貴人) → Concubine Shun (順嬪) → Consort Shun (順妃) → Noble Dame Shun (順貴人)

• Fausse couche (1776)
- Noble Dame E (鄂貴人) du clan Sirin-Gioro (西林覺羅氏) (m. 1808) Titres : Première Attendante E (鄂常在) → Noble Dame E (鄂貴人) → Noble Dame Douairière E (鄂太貴人)
- Noble Dame Rui (瑞貴人) du clan Socoro (索綽絡氏) (m. 26 June 1765) Titres : Première Attendante Rui (瑞常在) → Noble Dame Rui (瑞貴人)
- Noble Dame Bai (白貴人) du clan Bo (柏氏) (17 Juin 1730 – 26 Mai 1803) Titres : Première Attendante Bai (白常在) → Noble Dame Bai (白貴人)
- Noble Dame Lu (祿貴人) du clan Lu (陸氏) (m. 1788) Titres : Première Attendante Lu (祿常在) → Noble Dame Lu (祿貴人) → Première Attendante Lu (祿常在) → Noble Dame Lu (祿貴人)
- Noble Dame Shou (壽貴人) du clan Bo (柏氏) (m. 1809) Titres : Première Attendante Chong (充常在) → Noble Dame Shou (壽貴人) → Noble Dame Douairière Shou (壽太貴人
- Noble Dame Xiu (秀貴人) (m. 1745) Titres : Noble Dame Xiu (秀貴人)
- Noble Dame Shen (慎貴人) (m. 9 Septembre 1777) Titres : Noble Dame Shen (慎貴人)
- Noble Dame Wu (武贵人) du clan Wu (武氏) (m. 1781) Titres : Première Attendante Wu (武常在) → Noble Dame Wu (武贵人)
- Noble Dame Jin (金貴人) (m. 1778) Titres : Première Attendante Jin (金常在) → Noble Dame Jin (金貴人)
- Noble Dame Xin (新貴人) (m. 1775) Titres : Première Attendante Xin (新常在) → Noble Dame Xin (新貴人)
- Noble Lady Fu (福貴人) (d. 1764) Titres : Première Attendante Fu (福常在) → Noble Dame Fu (福貴人)

Premières Attendantes
- Première Attendante Kui (揆常在) (m. 26 May 1756) Titres : Première Attendante Kui (揆常在)
- Première Attendante Yu (裕常在) du clan Zhang (张氏) (m. 1745) Titres : Première Attendante Zhang (张常在) → Première Attendante Yu (裕常在)
- Première Attendante Ping (平常在) (m. 1778) Titres : Première Attendante Ping (平常在)
- Première Attendante Ning (寧常在) (m. 1781) Titres : Première Attendante Ning (寧常在)

Seconde Attendante
- Second Attendant Xiang (祥答应) (d. 28 Mars 1773) Titles: Noble Dame Xiang (祥貴人) → Première Attendante Xiang (祥常在) → Noble Dame Xiang (祥貴人) → Seconde Attendante Xiang (祥答应)
- Seconde Attendante Na (那答應) Titles: Première Attendante Na (那常在) → Seconde Attendante Na (那答應)
- Seconde Attendante Wan (莞答應) Titles: Seconde Attendante Wan (莞答應)
- Seconde Attendante Cai (采答應) Titles: Seconde Attendante Cai (采答應)
- Second Attendant (答應) Titles: Dame d'honneur (官女子) → Seconde Attendante (答應)

Maîtresses
- Maîtresse (格格) (m. Octobre 1729)
- Maîtresse (格格) (m. 30 Juillet 1731)

Dames d'honneur
- Dame d'honneur (官女子)